# Joseph Farrugia
Joseph Farrugia (nascido em 24 de outubro de 1955) é um ex-ciclista maltês que competiu no ciclismo nos Jogos Olímpicos de Verão de 1980, representando o Malta.